# Chloroclystis dilatata
Bosara dilatata là một loài bướm đêm trong họ Geometridae.